# EidosMedia
EidosMedia est un groupe international qui développe des logiciels pour les secteurs des journaux, des médias et de la finance. Créée en 1999, la société a établi son siège en Italie, à Milan, et possède des filiales à Paris, Londres, Francfort, New York, Sydney et São Paolo.
Méthode, le logiciel de gestion de contenu pour la publication multimédia, est le produit phare d’EidosMedia. Basé sur le langage XML, Méthode a été développé dès l’origine à partir d’une approche donnant la priorité au numérique (« digital first »). Il permet la publication simultanée de contenus éditoriaux à travers de multiples canaux de publication, comme le Web et le papier et sur une variété de périphériques comme les smartphones et tablettes.

## Histoire
EidosMedia a été créée en 1999 dans le but de développer une solution permettant aux éditeurs de journaux de relever les défis posés par l'Internet. Dans les pays industrialisés, la presse papier a vu sa diffusion et ses revenus publicitaires diminuer continuellement face à la montée des publications numériques – une tendance qui a atteint des niveaux critiques après la crise financière de 2009. La plupart des groupes de presse a ainsi accepté l’idée qu’il fallait augmenter l'efficacité en fusionnant les activités de presse « papier » et « en ligne ». Un défi à la fois technologique et organisationnel.
En réponse, la plupart des fournisseurs de systèmes de publication[Lesquels ?] ajoutèrent des fonctions de publication pour le Web dans des produits créés pour la publication papier. À rebours de cette approche, EidosMedia créa un système de gestion de contenu basé sur les technologies émergentes d’Internet, comme XML et les feuilles de style CSS. Dans ce genre de système, les articles sont rédigés dans un format numérique neutre avant d’être publiés sur différents canaux numériques ou papier.
Le canal Web fut le premier canal de publication mis en œuvre par EidosMedia, immédiatement suivi par un canal de publication pour le papier, puis pour les mobiles. Tous gérés avec des technologies « Web ». Celles-ci facilitaient l’automatisation de nombreuses étapes de préparation des contenus dans des formats adaptés au papier et au numérique, réduisant ainsi les coûts de publication « multicanal » pour une meilleure profitabilité.

## Développement
Les tout premiers utilisateurs de Méthode, en 2000, furent Il Sole 24 Ore, RCS MediaGroup et Adnkronos en Italie.
Le Financial Times, à Londres, fut le premier éditeur international à choisir la plate-forme d’EidosMedia pour créer des contenus destinés à la fois aux éditions papier et Web. Durant les années qui suivirent, les solutions d’EidosMedia acquirent une notoriété plus large avec leur adoption par de grands groupes de médias, sur la plupart des continents, pour réaliser des produits éditoriaux, journaux quotidiens et magazines, sites Web, et aussi des produits spécialement formatés pour la lecture sur des appareils mobiles de type smartphones et tablettes.
La liste des clients comporte notamment les noms suivants: The Wall Street Journal, The Washington Post, et The Boston Globe,, The Financial Times, The Times et The Sun, Le Figaro et Le Monde, ainsi que de nombreux autres groupe de presse quotidienne nationale et régionale comme le Groupe Centre France, en Europe, aux États-Unis, en Afrique et dans la zone Asie Pacifique ou de presse professionnelle spécialisée comme La France Agricole.

## Sources
- (en) Cet article est partiellement ou en totalité issu de l’article de Wikipédia en anglais intitulé « EidosMedia » (voir la liste des auteurs).